# Larrodrigo
Larrodrigo település Spanyolországban, Salamanca tartományban. Larrodrigo Horcajo Medianero, Anaya de Alba, Navales, Valdecarros, Pedraza de Alba, Alaraz és Chagarcía Medianero községekkel határos. Lakosainak száma 186 fő (2024).

## Népesség
A település népessége az elmúlt években az alábbi módon változott:
| Lakosok száma | 300  | 274  | 264  | 236  | 209  | 199  | 193  | 187  | 188  | 186  |
|               | 2001 | 2004 | 2007 | 2009 | 2012 | 2014 | 2017 | 2019 | 2022 | 2024 |